# غرانيتا

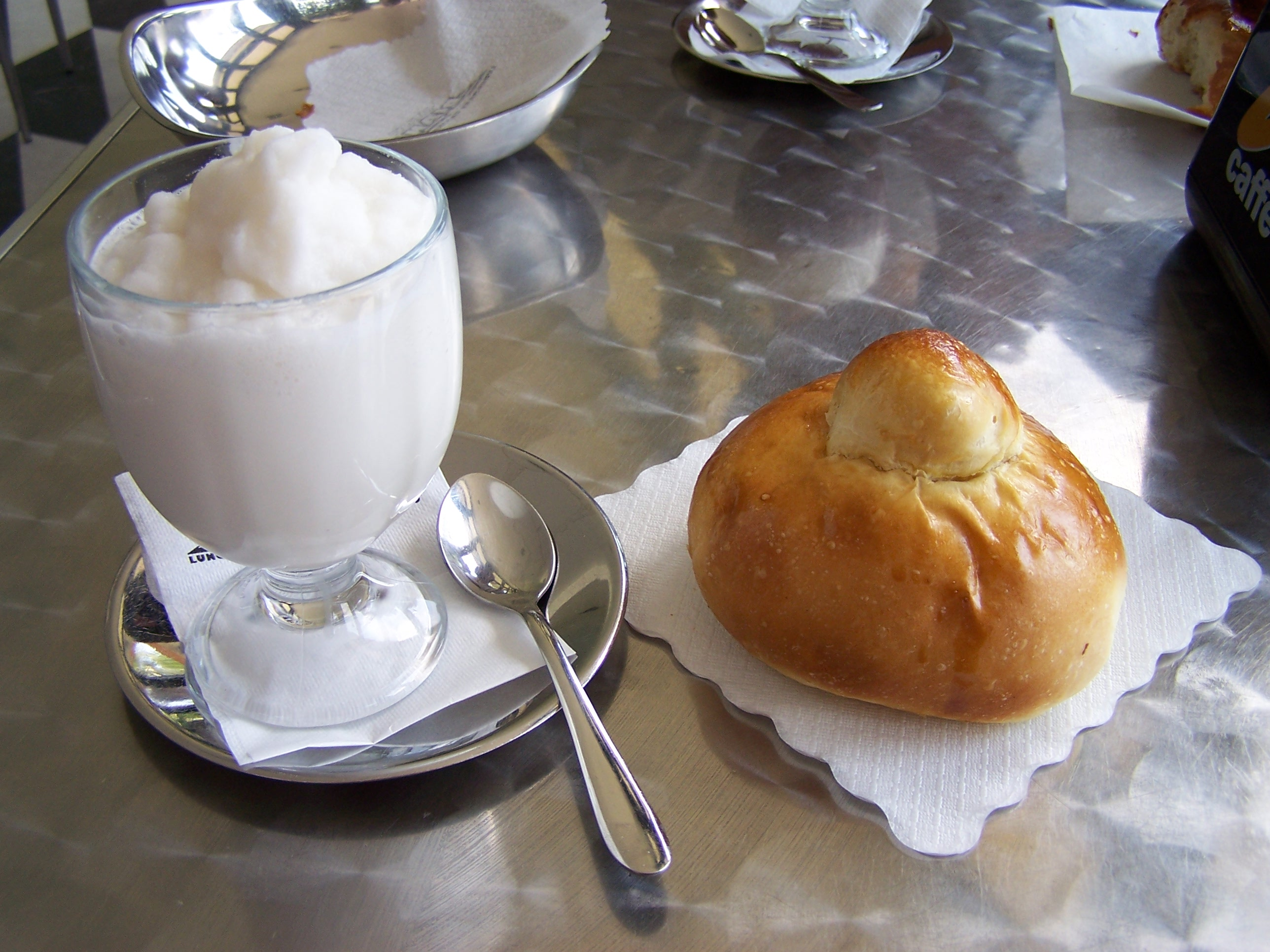
غرانيتا بنكهة اللوز.

غرانيتا (بالإيطالية: Granita)‏ أو غرانيتا سيشيليانا (بالإيطالية: Granita siciliana)‏ هي حلوى شبه مجمدة مصنوعة من الماء والسكر والمنكهات المختلفة. نشأت في الأصل من جزيرة صقلية على الرغم من أنها تتوفر في جميع أنحاء إيطاليا إلا أن النسخة الصقلية تختلف نوعاً ما عن بقية إيطاليا.